# 莫蒂哈里
莫蒂哈里（Motihari），是印度比哈尔邦东查姆帕兰县的一个城镇。总人口101506（2001年）。英国知名作家乔治·奥威尔1903年生于此地。

## 人口
该地2001年总人口101506人，其中男性54629人，女性46877人；0—6岁人口14910人，其中男7811人，女7099人；识字率68.54%，其中男性为73.71%，女性为62.53%。